# Протока Менеко

Протока Менеко до 2000 року.

Прото́ка Мене́ко (яп. 女猫の瀬戸, めねこのせと, «протока Кішки») — протока у західній частині Внутрішнього Японського моря, між островом Хонсю та Сімо-Камаґарі. Розташована між районами Ніґата та Сімо-Камаґарі міста Куре. Східний кордон — острів Хаку кварталу Кавадзірі, західний кордон — мис Араме кварталу Хіро. Середня швидкість течії 2,57 м / c. Під час припливів вода тече на схід, під час відпливів — на захід. Названа на честь маленького безлюдного острова Менеко, розташованого у північній частині протоки. 2000 року через протоку Менеко наведено міст Акінада, який сполучив острів Сімо-Камаґарі з великим островом Хонсю. Мостом пролягає 74 автошлях.